# Jules Romains
Jules Romains, all'anagrafe Louis Henri Jean Farigoule (Saint-Julien-Chapteuil, 26 agosto 1885 – Parigi, 14 agosto 1972), è stato uno scrittore francese.

## Biografia
Esordì come poeta: La vie unanime (1908; La vita unanime), una delle sue prime raccolte, riflette il suo apporto all'unanimismo, nel cui ambito si muovono molte delle sue opere successive. Nella vastissima produzione narrativa, iniziata da Romains nel 1906, spiccano la trilogia Psyché (1922-1929; Psiche), sull'amore coniugale, e l'imponente ciclo in 27 volumi pubblicato fra il 1932 e il 1947 sotto il titolo generale Les hommes de bonne volonté (Gli uomini di buona volontà), in cui si rispecchiano 25 anni di vita francese (dal 1908 al 1933).
Notevole anche la sua attività per il teatro: collaboratore di Jacques Copeau alla scuola drammatica del Théâtre du Vieux-Colombier, Romains scrisse alcuni lavori, tra i quali Knock ou le triomphe de la médecine (1923; Knock, ovvero il trionfo della medicina), reso popolarissimo anche nella versione cinematografica da una magistrale interpretazione di Louis Jouvet, protagonista anche nel film L'avventuriero di Venezia (Volpone, 1941), tratto da un altro suo adattamento, quello del romanzo Volpone di Ben Jonson.
Nel campo della saggistica, infine, Romains pubblicò, tra l'altro, Lettres à un ami (1964-1965; Lettere ad un amico), Lettre ouverte contre une vaste conspiration (1966; Lettera aperta contro una cospirazione) e Pour raison garder (1960-1967; Dalla parte della ragione).
Morì nel 1972.

## Opere principali

### Poesia
- (FR)  L'Âme des Hommes, Crès, 1904
- (FR)  La Vie unanime, Abbaye, 1908; Mercure de France, 1913
- (FR)  Premier Livre de prières, 1909 (con prose)
- (FR)  Un Être en marche, Mercure de France, 1910
- (FR)  Odes et prières, Mercure de France, 1913; N.R.F., 1923
- (FR)  Europe, N.R.F., 1916
- (FR)  Les Quatre Saisons, 1917

### Prosa
Romanzi
- (FR)  Mort de quelqu'un, Eugène Figuière, 1911
- (FR)  Les Copains, 1913
- (FR)  Sur les Quais de la Villette, Eugène Figuière, 1914
- (FR)  Psyché, 1922-1929 (trilogia)
  - Lucienne
  - Le Dieu des corps
  - Quand le navire…
- (FR)  Les Hommes de bonne volonté, in 28 volumi, 1932-1946

Racconti
- (FR)  Puissances de Paris, Eugène Figuière, 1911

Saggi e trattati
- (FR)  La Vision extra-rétinienne et le sens paroptique, 1920
- (FR)  Le Couple France Allemagne, 1934

### Teatro
- (FR)  Knock ou le triomphe de la médecine, 1923
- (FR)  Monsieur Le Trouhadec saisi par la débauche, 1923

### Traduzioni in italiano
- Missione a Roma, traduzione di Maria Lucioni, Parenti ("Biblioteca Europea II"), 1958
- Knock o il trionfo della medicina, Liberilibri, Macerata, 2007
- Cromedeyre-le-Vieil, Liberilibri, Macerata, 2009
- Donogoo, Liberilibri, Macerata, 2012